# 哈维尔·博斯马
哈维尔·博斯马（西班牙語：Javier Bosma，1969年11月6日—），西班牙男子沙滩排球运动员。他曾代表西班牙参加1996年、2000年和2004年夏季奥林匹克运动会沙滩排球比赛，其中2004年奥运会获得一枚银牌。